# Jonathan Weiner
Jonathan Weiner (né le 26 novembre 1953 à New York) est un écrivain et professeur américain. Il a remporté le prix Pulitzer de l'essai en 1995 et le Los Angeles Times Book Prize en 1994 pour son livre The Beak of the Finch (en),. Il a également remporté le National Book Critics Circle Award en 1999 et a été nommé pour le prix Aventis (en) en 2000 pour son livre Time, Love, Memory qui met en scène Seymour Benzer.

## Biographie
Jonathan Weiner obtient un diplôme de l'université Harvard en 1976. Il enseignera à l'université de Princeton, l'université d'État de l'Arizona et l'université Rockefeller.
Weiner enseigne à la Columbia University Graduate School of Journalism. Il est marié à Deborah Heiligman. Le couple demeure à New York avec leurs deux fils Aaron et Benjamin.

## Œuvres
- (en)Planet Earth (1986), livre accompagnant la série Planet Earth (en).
- (en)The Next One Hundred Years: Shaping the Fate of Our Living Earth (1990)
- (en)The Beak of the Finch (en): A Story of Evolution in Our Time (1994)
- (en)Time, Love, Memory: A Great Biologist and His Quest for the Origins of Behavior (1999)
- (en)His Brother's Keeper: A Story from the Edge of Medicine (2004)
- (en)Long for this World: The Strange Science of Immortality (2010)